# Saint-Germain-de-la-Grange
Pour les articles homonymes, voir Saint-Germain.
Saint-Germain-de-la-Grange est une commune française située dans le département des Yvelines, en région Île-de-France.

## Géographie

### Situation
La commune de Saint-Germain-de-la-Grange se trouve dans le sud-ouest de la plaine de Versailles.
Le territoire communal s'étend sur le versant nord de la vallée du ru du Maldroit, affluent de rive droite de la Mauldre, au pied de la butte-témoin sur laquelle est établie la ville de Neauphle-le-Château.
Il est relativement accidenté en pente marquée vers le nord. Sa limite nord suit essentiellement le cours du ru du Maldroit.

### Communes limitrophes
| Beynes                  |                            | Thiverval-Grignon |
|                         | Saint-Germain-de-la-Grange |                   |
| Villiers-Saint-Frédéric | Neauphle-le-Château        | Plaisir           |

### Hydrographie
- Le ru du Maldroit, affluent de rive droite de la Mauldre.
- L'aqueduc de l'Avre orienté ouest-est passe au sud du village.

### Transports et voies de communications

#### Réseau routier
La commune est desservie par la voirie communale qui donne accès à deux axes plus importants : les départementales D 11 (Saint-Cyr-l'École à Bréval) au sud et D 119 (Thiverval-Grignon à Hargeville) au nord.

#### Desserte ferroviaire

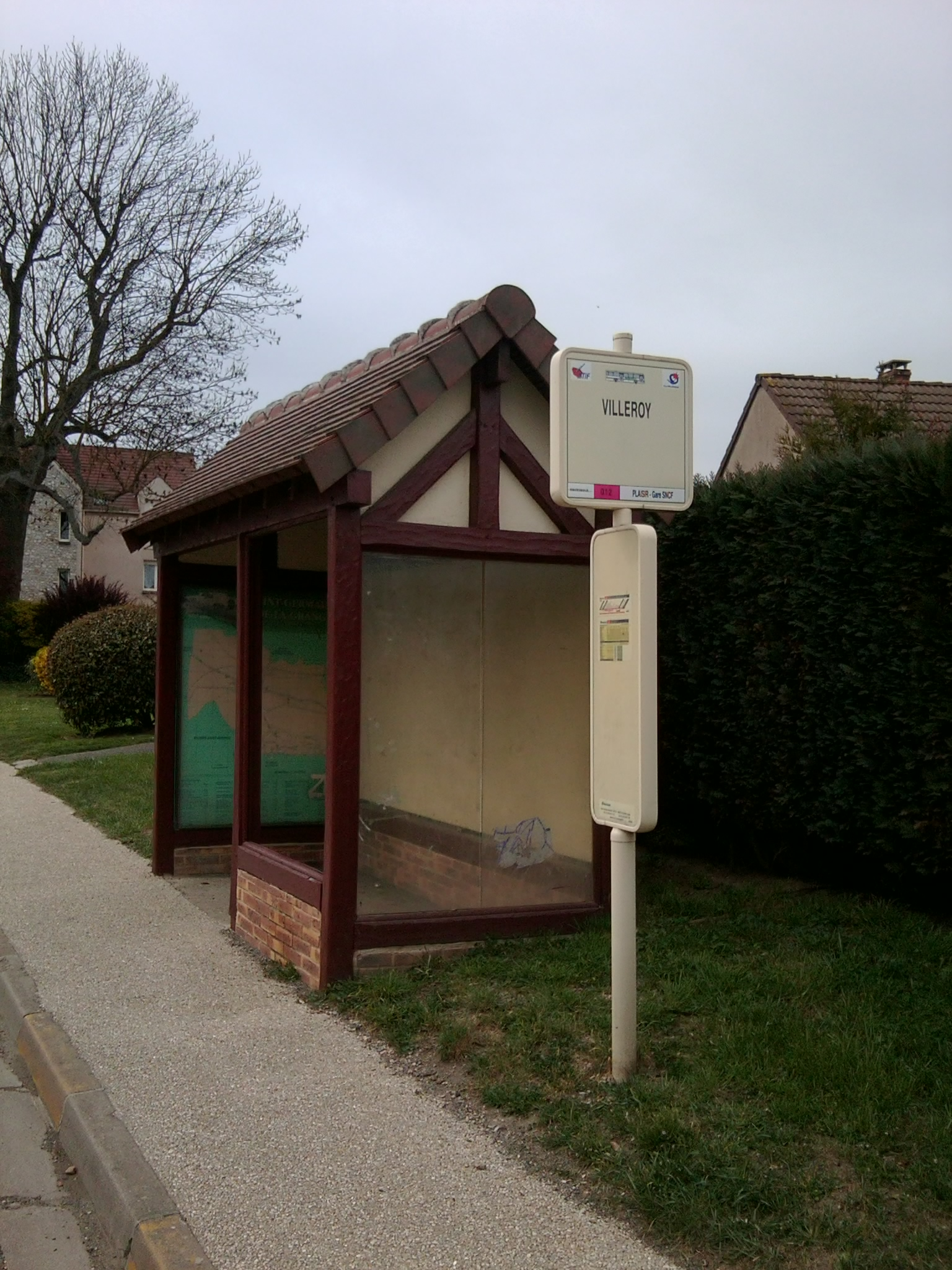
L'arrêt de car « Villeroy ».

La ligne de Saint-Cyr à Surdon passe par le territoire communal. Jusqu'à Dreux 1864 - l'Aigle 1866 - Surdon 1867 - Vire 1868 - Granville 3 juillet 1870. De plus il existe une bifurcation vers Mantes-la-Jolie par la ligne de Plaisir - Grignon à Épône - Mézières (30 août 1900).
Les gares ferroviaires les plus proches de la commune sont celles de Beynes à 4 km, Villiers - Neauphle - Pontchartrain à 4,5 km et Plaisir - Grignon à 5 km.

#### Bus
La commune est desservie par les lignes 12, 27, B, M, P, Q et V du réseau de bus Centre et Sud Yvelines.

#### Sentier de randonnée
La commune est également traversée par un sentier de grande randonnée, le GR 1 (tour de l’Île-de-France).

#### Autres
Une double ligne à haute tension est orientée ouest-est dans le sud de la commune.

### Climat
Pour des articles plus généraux, voir Climat de l'Île-de-France et Climat des Yvelines.
En 2010, le climat de la commune est de type climat océanique dégradé des plaines du Centre et du Nord, selon une étude du CNRS s'appuyant sur une série de données couvrant la période 1971-2000. En 2020, Météo-France publie une typologie des climats de la France métropolitaine dans laquelle la commune est dans une zone de transition entre le climat océanique et le climat océanique altéré et est dans la région climatique Sud-ouest du bassin Parisien, caractérisée par une faible pluviométrie, notamment au printemps (120 à 150 mm) et un hiver froid (3,5 °C).
Pour la période 1971-2000, la température annuelle moyenne est de 10,9 °C, avec une amplitude thermique annuelle de 14,4 °C. Le cumul annuel moyen de précipitations est de 677 mm, avec 11 jours de précipitations en janvier et 7,9 jours en juillet. Pour la période 1991-2020, la température moyenne annuelle observée sur la station météorologique la plus proche, située sur la commune de Maule à 10 km à vol d'oiseau, est de 11,8 °C et le cumul annuel moyen de précipitations est de 677,0 mm,. Pour l'avenir, les paramètres climatiques de la commune estimés pour 2050 selon différents scénarios d'émission de gaz à effet de serre sont consultables sur un site dédié publié par Météo-France en novembre 2022.

## Urbanisme

### Typologie
Au 1er janvier 2024, Saint-Germain-de-la-Grange est catégorisée ceinture urbaine, selon la nouvelle grille communale de densité à sept niveaux définie par l'Insee en 2022.
Elle appartient à l'unité urbaine de Paris, une agglomération inter-départementale regroupant 407  communes, dont elle est une commune de la banlieue,,. Par ailleurs la commune fait partie de l'aire d'attraction de Paris, dont elle est une commune de la couronne,. Cette aire regroupe 1 929 communes,.

### Occupation des solssimplifiée
Le territoire de la commune se compose en 2017 de 78,89 % d'espaces agricoles, forestiers et naturels, 3,34 % d'espaces ouverts artificialisés et 17,78 % d'espaces construits artificialisés.
L'habitat est rassemblé dans deux bourgs distincts, le village de Saint-Germain-de-la-Grange proprement dit (le Bourg), situé à peu près au centre du territoire de la commune et abritant la mairie, et au sud le hameau de Châtron, étagé sur la pente nord de la butte de Neauphle-le-Château, en lisière de cette commune et de Plaisir.
Il s'agit dans les deux cas de maisons individuelles construites en dehors du noyau ancien du village dans des lotissements relativement récents.
Le territoire est peu urbanisé (15 %) et pratiquement pas boisé. Il est consacré essentiellement à l'agriculture (céréales, colza).

## Toponymie
Le nom de la localité est attesté sous les formes Morainville à l'époque franque, Sancto germano subtus neaupfle vers 1184, Sanctus Germanus de Morevilla en 1205, Saint Germain de Morainville en 1484.
Morainville désignait anciennement le « domaine de Morinus ».
Hagiotoponyme, composé de Saint Germain et grange, du latin granica, pièce où l'on conserve le grain, et par extension, ferme. Les « granges » pouvaient dépendre d'abbaye, prieurés ou églises. C'est là qu'étaient entassés les produits de la dime.

## Histoire

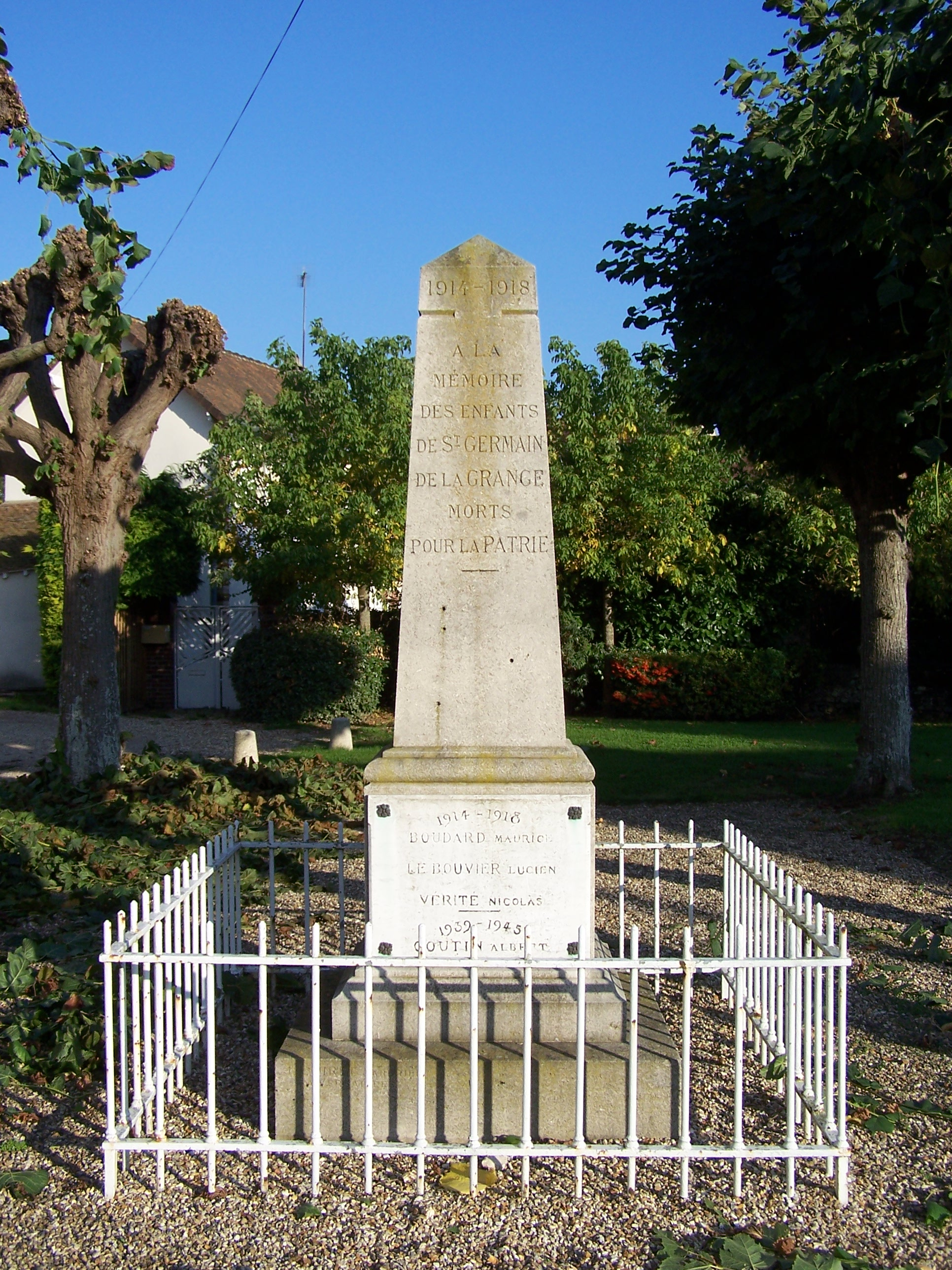
Le monument aux morts place Alphonse-Mainguet.

L’origine de Saint-Germain-de-la-Grange n’est pas connue. Mais, on estime que c’est entre le IXe et le XIe siècle que le nom de saint Germain (496-576), nommé évêque de Paris au VIe siècle par le roi Childebert (fils de Clovis) en 555, lui a été donné. Un sarcophage de cette époque a été retrouvé dans la commune.
La Grange provient vraisemblablement de l’existence pendant plusieurs siècles d’un ensemble de bâtiments construits selon l’architecture cistercienne. Il était composé de plusieurs granges et d’un bâtiment principal d’habitation où logeaient des frères convers. Une autre origine pourrait provenir de l’existence d’une grange destinée à contenir les produits de la dîme qui était un impôt représentant un dixième de tout ce qui croissait et naissait au bénéfice des seigneurs et du clergé. C’était l’endroit où étaient collectés les impôts. Ce privilège donna lieu, dès le Moyen Âge, à de fructueuses transactions, parfois irrégulières, que Charlemagne dénonça.Très répandus dans la région, des fours à chaux de diverses époques ont été installés pour les constructions. Au cours des travaux de l'Espace-Loisirs, trois datant de l'époque mérovingienne (VIe et VIIe siècles) furent découverts. En 1987, un sarcophage de cette époque a été découvert à l'emplacement de l'ancien cimetière derrière la place Mainguet où se trouve le monument aux morts de la commune.
Avant 1179
À l’époque gauloise, Saint-Germain-de-la-Grange était situé à l’extrême ouest du territoire des Parisii. La frontière avec celui des Carnutes était matérialisée par la Mauldre qui prend sa source à Coignières (169 mètres d’altitude). Son cours s’étend sur 30 kilomètres jusqu’à la Seine (18 mètres d’altitude).
XIIIe siècle
Le fief de Saint-Germain dépendait de la baronnie de Neauphle-le-Château et se trouvait administré par les seigneurs de Chateron. Ils ont habité le hameau actuel de Chatron situé sur le point culminant de la commune.
XVe siècle
 Mathurin de Harville, né en 1459, fut seigneur de la Grange. Le roi Louis XI cède, en 1450, la châtellenie de Neauphle-le-Château à François Ier, duc de Bretagne, qui se trouve ainsi rattachée au comté de Montfort. Charles VIII, le 6 mai 1484, déclare que Saint-Germain de Morainville est réuni au comté de Montfort.
XVIIe siècle
 Claude de Bullion, seigneur de Wideville, avait acquis, le 31 août 1639, les terres de Saint-Germain de Morainville (aujourd'hui Saint-Germain-de-la-Grange), de Plaisir (Yvelines), de la Grange-du-Bois et de Thiverval.
Le 12 mai 1682, Pierre de Bellièvre vend à André Potier, chevalier, seigneur de Novion (Novigentum) et conseiller au Parlement, le marquisat de Grignon et la seigneurie de Saint-Germain-de-la-Grange.
XVIIIe siècle
En 1789, les Révolutionnaires ont voulu faire disparaître tout ce qui rappelait la dîme. De nombreux documents ont été détruits et le village changea plusieurs fois de nom. Le 28 mars 1789, Nicolas Hautdecoeur, laboureur né à Vicq en 1729, fut élu député à l’Assemblée Nationale comme représentant du tiers état. La paroisse est rattachée depuis 1802 à celle de Villiers-Saint-Frédéric. L'église Saint-Martin (Saint-Germain ?) était à l'emplacement de la croix sur la place Alphonse-Mainguet, à proximité de deux anciennes fermes au centre du village actuel, elle a été désaffectée après le Concordat et démolie après 1818. Elle figure sur le Cadastre napoléonien.
XIXe siècle
En 1814, la commune ne compte plus que 169 habitants à cause de la saignée des guerres napoléoniennes. Symboles de l’Ancien Régime en 1789, les terres rattachées à la cure furent confisquées et vendues comme biens nationaux. À la Restauration, la commune va devenir un autre symbole : celui de la Révolution. Plus rien ne sera alors fait pour elle.
XXe siècle
En 1906, il ne reste que 157 habitants. Le bâtiment de la mairie fut construit à cette époque pour créer l'école communale : une seule salle de classe pour les filles et les garçons. Après l'hémorragie de la guerre de 1914-1918, le village s'enfonça de plus en plus dans le "désert de l'Ile-de-France".
 Jusqu'à 1960, cinq fermes existaient. Cinq familles différentes en étaient propriétaire. À l'école il n'y avait qu'une classe unique avec seulement 12 élèves, enfants d'agriculteurs, d'ouvriers agricoles et de cheminots .
En 1972, la commune, avec ses 562 habitants, ne compte plus que trois fermes.
XXIe siècle
Au début du XXIe siècle, deux fermes existent encore. Une seule est réellement exploitée. Les autres surfaces agricoles sont toujours exploitées par des agriculteurs n’habitant pas le village.

## Population et société

### Démographie

#### Évolution démographique
L'évolution du nombre d'habitants est connue à travers les recensements de la population effectués dans la commune depuis 1793. Pour les communes de moins de 10 000 habitants, une enquête de recensement portant sur toute la population est réalisée tous les cinq ans, les populations de référence des années intermédiaires étant quant à elles estimées par interpolation ou extrapolation. Pour la commune, le premier recensement exhaustif entrant dans le cadre du nouveau dispositif a été réalisé en 2004.

En 2022, la commune comptait 1 842 habitants, en évolution de −2,38 % par rapport à 2016 (Yvelines : +2,72 %, France hors Mayotte : +2,11 %).
| 1793 | 1800 | 1806 | 1821 | 1831 | 1836 | 1841 | 1846 | 1851 |
| ---- | ---- | ---- | ---- | ---- | ---- | ---- | ---- | ---- |
| 144  | 187  | 208  | 192  | 176  | 168  | 159  | 172  | 157  |

| 1856 | 1861 | 1866 | 1872 | 1876 | 1881 | 1886 | 1891 | 1896 |
| ---- | ---- | ---- | ---- | ---- | ---- | ---- | ---- | ---- |
| 159  | 175  | 145  | 138  | 138  | 147  | 158  | 155  | 165  |

| 1901 | 1906 | 1911 | 1921 | 1926 | 1931 | 1936 | 1946 | 1954 |
| ---- | ---- | ---- | ---- | ---- | ---- | ---- | ---- | ---- |
| 178  | 157  | 155  | 136  | 143  | 156  | 167  | 170  | 146  |

| 1962 | 1968 | 1975 | 1982  | 1990  | 1999  | 2004  | 2006  | 2009  |
| ---- | ---- | ---- | ----- | ----- | ----- | ----- | ----- | ----- |
| 225  | 289  | 821  | 1 187 | 1 462 | 1 622 | 1 790 | 1 795 | 1 837 |

| 2014  | 2019  | 2022  | - | - | - | - | - | - |
| ----- | ----- | ----- | - | - | - | - | - | - |
| 1 850 | 1 850 | 1 842 | - | - | - | - | - | - |

#### Pyramide des âges
En 2018, le taux de personnes d'un âge inférieur à 30 ans s'élève à 32,7 %, soit en dessous de la moyenne départementale (38 %). À l'inverse, le taux de personnes d'âge supérieur à 60 ans est de 24,0 % la même année, alors qu'il est de 21,7 % au niveau départemental.
En 2018, la commune comptait 940 hommes pour 919 femmes, soit un taux de 50,56 % d'hommes, légèrement supérieur au taux départemental (48,68 %).
Les pyramides des âges de la commune et du département s'établissent comme suit.
| Hommes | Classe d’âge | Femmes |
| ------ | ------------ | ------ |
| 0,2    | 90 ou +      | 0,3    |
| 7,7    | 75-89 ans    | 5,5    |
| 16,8   | 60-74 ans    | 17,5   |
| 25,0   | 45-59 ans    | 26,7   |
| 16,3   | 30-44 ans    | 18,8   |
| 14,4   | 15-29 ans    | 11,5   |
| 19,6   | 0-14 ans     | 19,8   |

| Hommes | Classe d’âge | Femmes |
| ------ | ------------ | ------ |
| 0,6    | 90 ou +      | 1,4    |
| 6      | 75-89 ans    | 7,8    |
| 13,5   | 60-74 ans    | 14,8   |
| 20,7   | 45-59 ans    | 20,1   |
| 19,6   | 30-44 ans    | 19,9   |
| 18,5   | 15-29 ans    | 16,8   |
| 21,2   | 0-14 ans     | 19,2   |

### Enseignement
La commune possède :

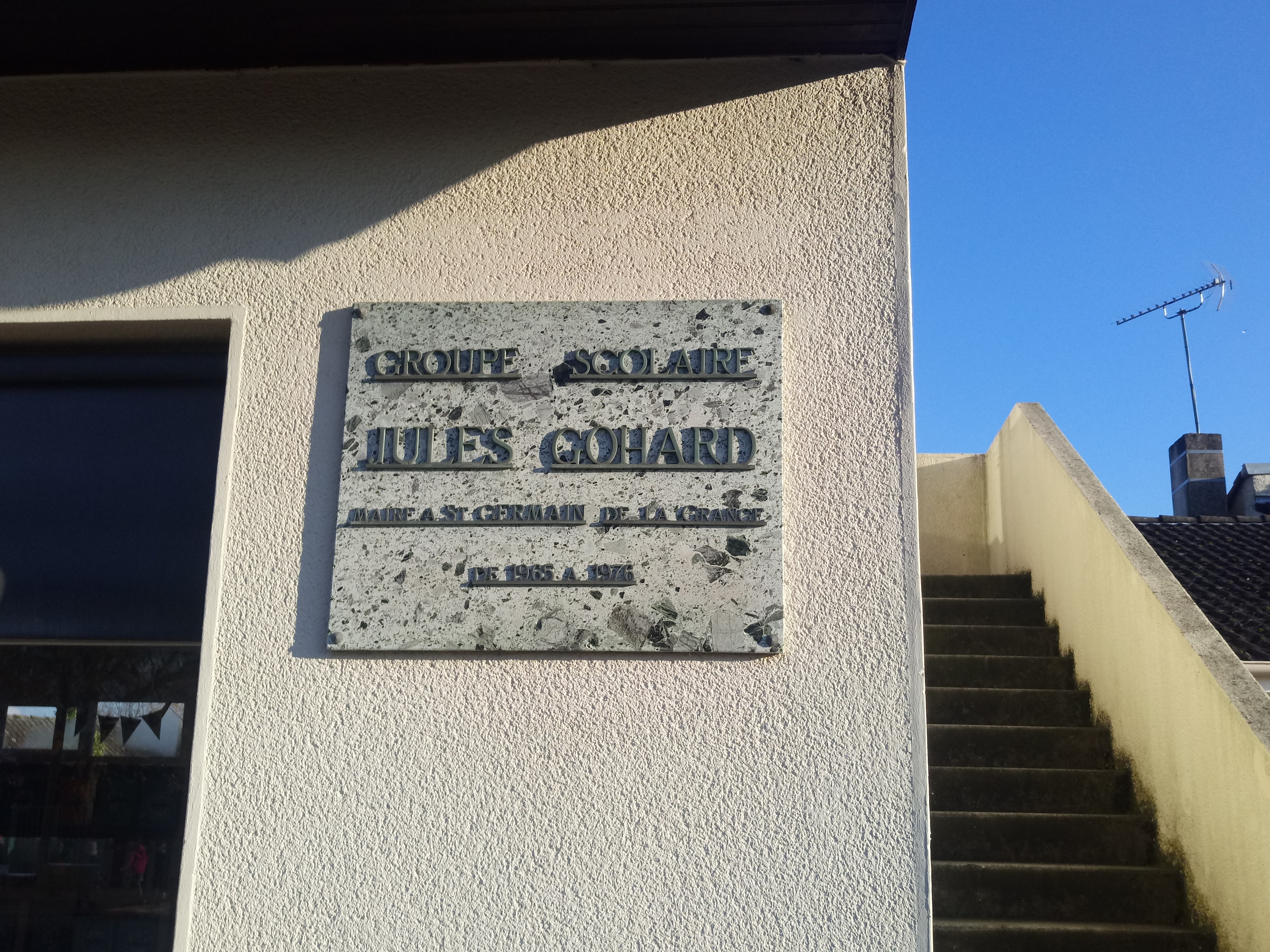

- une école maternelle publique (Elie-Ferrier) ;
- une école élémentaire publique (Jules-Gohard).

### Sports
"La Germanoise" est une course pédestre ayant pour principal objectif le partage d’un moment convivial et sportif au cœur du village de Saint-Germain-de-la-Grange.

### Activités festives
Autrefois 
- Dans les années 1950 et 1960, pendant les vacances de Noël et tous les 14-Juillet il y avait la fête de l'école avec des spectacles créés par les élèves et leur maitresse d'école, avec remise de cadeaux et de friandises pour la fête de Noël, et la remise des prix suivi d'un banquet avec les habitants du village pour le 14-Juillet[Note 5].
- Le 11 novembre et le 8 mai il y avait le dépôt d'une couronne de fleurs au monument aux morts par les enfants de la classe unique de l'école, leur maîtresse et les personnalités locales (les élus municipaux et le garde champêtre). La couronne était confectionnée avec une jante d'une roue de vélo cerclée de bouquets de fleurs cueillies par les habitants du village dans leurs jardins et dans les champs par les élèves. À cette époque la commune n'était pas riche mais tous les habitants était associés à toutes les fêtes et commémorations[Note 5].

 Aujourd'hui
- La Fête du village a lieu au mois de juin.

## Économie
- Commune rurale et sans commerces.
- Deux zones d’activités : PAVY I et PAVY II où sont installées plus de dix PME.
- La population en est majoritairement résidentielle.

## Culture locale et patrimoine

### Lieux et monuments
- Grange aux dîmes : bâtiment qui servait sous l'ancien régime à stocker les céréales collectées au titre de la dîme (sentier de la Grange-aux-Dîmes).
- Croix, place Alphonse-Mainguet : cette croix marque l'emplacement de l'église paroissiale brûlée pendant la Révolution.
- L'abreuvoir de Saint-Germain-de-la-Grange[Note 6].

### Galerie

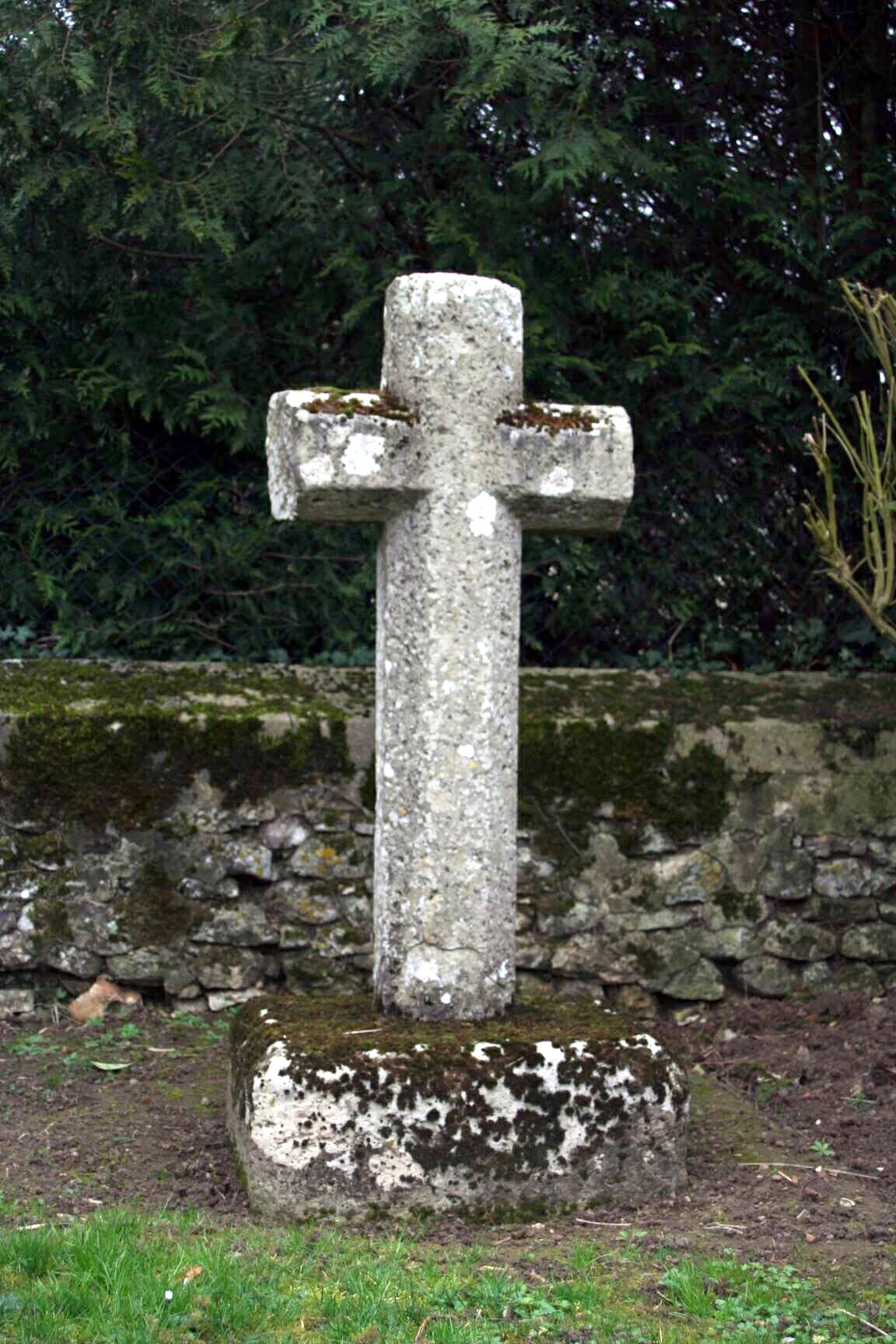
La croix de la place Alphonse-Mainguet.
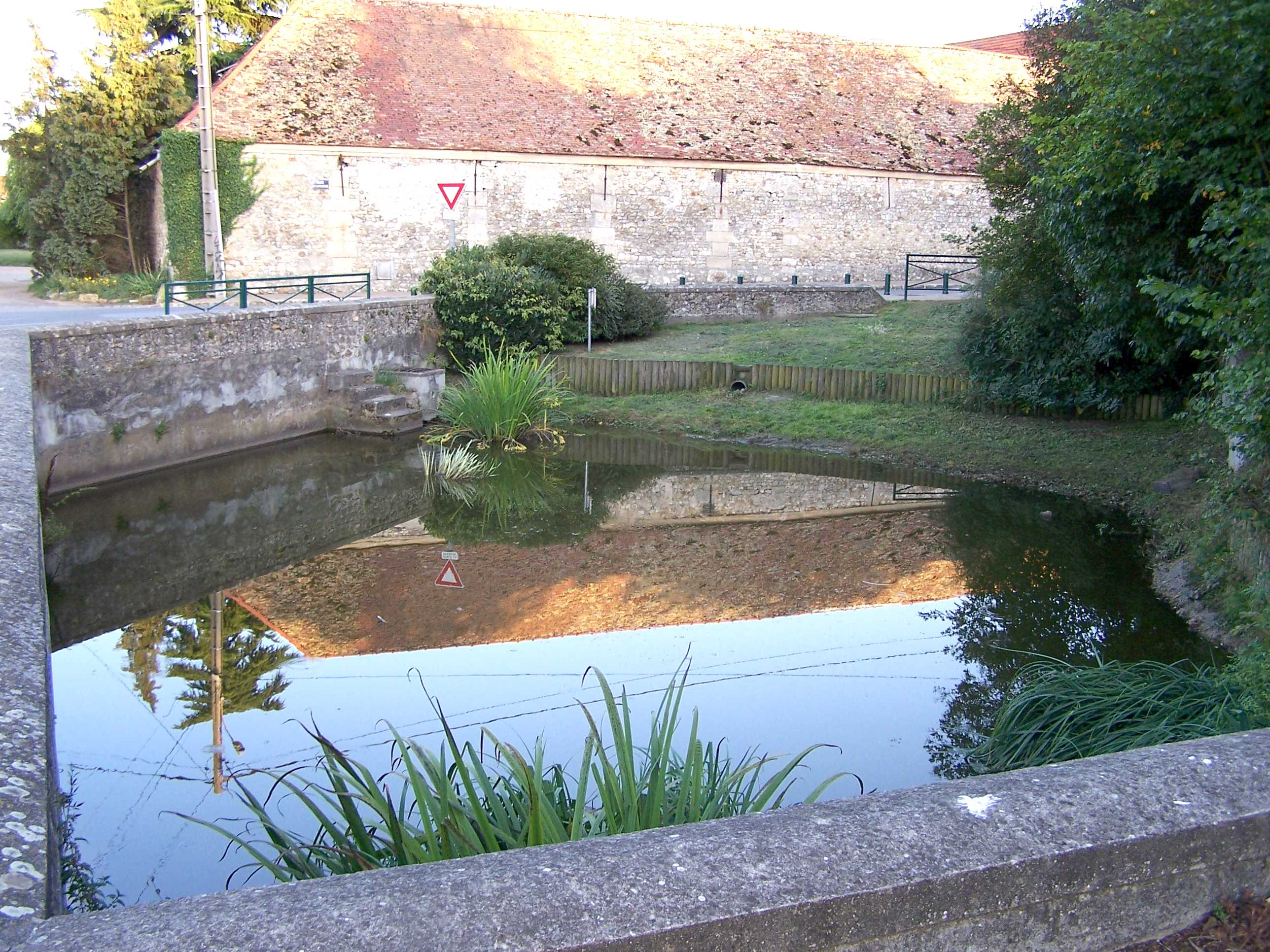
L'abreuvoir de Saint-Germain-de-la-Grange.

### Personnalités liées à la commune
- Félix Voulot (1865-1954), sculpteur et décorateur français y est décédé[33].

### Héraldique
| Blason de Saint-Germain-de-la-Grange | Blason  | Tranché au premier d'azur à trois colombes d'argent, au second de gueules à un chien passant d'or, une bande du même chargée de cinq coquilles de sable brochant sur la ligne de partition. |
| Blason de Saint-Germain-de-la-Grange | Détails | |